# Csizmadia Kolos
Csizmadia Kolos Attila (Budapest, 1995. szeptember 1. –) világbajnok magyar kajakozó.

## Pályafutása
2013-ban az ifjúsági Európa-bajnokságon kettesben (Nagy Vendel) aranyérmes volt. 2017-ben az U23-as Eb-n K2 200 méteren (Varga Márk) ezüstérmet szerzett. A 2018-as U23-as Eb-n K1 200 méteren hatodik volt. A 2019-es kajak-kenu világbajnokságon 200 méteren nem jutott a döntőbe és 11. lett. A 2021-es gyorsasági kajak-kenu Európa-bajnokság K2 200 méteren (Balaska Márk) ötödik helyen ért a célba.
A 2020. évi nyári olimpiai játékokon 2021. augusztus 5-én K-1 200 méteren a 4. helyen végzett. Kajak négyes 500 méteren 7. lett a magyar csapat tagjaként (Nádas Bence, Béke Kornél, Tótka Sándor).
A 2024. évi nyári olimpiai játékokon kajak négyes 500 méteren 7. lett a magyar csapat tagjaként (Nádas Bence, Kuli István, Tótka Sándor).